# Original net animation
Pour les articles homonymes, voir Ona.
Original net animation (ONA), connu au Japon sous le nom de Web anime (Webアニメ), est un terme qui désigne les anime diffusés directement sur Internet en streaming,, au lieu de moyens plus classiques comme la télévision ou le cinéma. Le terme reflète celui de l'original video animation, qui est utilisé dans l'industrie de l'animation japonaise pour le support de vente individuel depuis le début des années 1980. Internet est un débouché relativement nouveau pour la distribution d'animation qui a été rendu viable par le nombre croissant de sites web de streaming au Japon.
Les ONA ont à l'origine tendance à être plus courts que les anime traditionnels, dont la durée peut être seulement de quelques minutes. À partir de la seconde moitié des années 2010 sont produites des séries complètes dont les droits de diffusion sont acquis exclusivement par des services de streaming comme Netflix et Prime Video[réf. nécessaire].